# سوانزي
سوانزي أو آبرتاو (بالإنجليزية: Swansea)‏ (بالويلزية: Abertawe) إحدى مدن ويلز في المملكة المتحدة، وهي إحدى المقاطعات التاريخية في غلامورغان. تعداد سكانها سنة 2004م كان نحو 170 ألف نسمة.
هي ثاني مدن ويلز سكانا، بعد العاصمة كاردف. نمت إلى حجمها الحالي خلال القرنين الثامن عشر والتاسع عشر (ميلادي)، لتصبح مركزا للصناعات الثقيلة.
كان 13،4 ٪ من سكان المدينة يتحدثون الويلزية وفق تعداد سنة 2001م.

## المناخ
يظهر الجدول التالي التغييرات المناخية على مدار السنة لسوانزي:
| البيانات المناخية لـسوانزي        | البيانات المناخية لـسوانزي | البيانات المناخية لـسوانزي | البيانات المناخية لـسوانزي | البيانات المناخية لـسوانزي | البيانات المناخية لـسوانزي | البيانات المناخية لـسوانزي | البيانات المناخية لـسوانزي | البيانات المناخية لـسوانزي | البيانات المناخية لـسوانزي | البيانات المناخية لـسوانزي | البيانات المناخية لـسوانزي | البيانات المناخية لـسوانزي | البيانات المناخية لـسوانزي |
| الشهر                             | يناير                      | فبراير                     | مارس                       | أبريل                      | مايو                       | يونيو                      | يوليو                      | أغسطس                      | سبتمبر                     | أكتوبر                     | نوفمبر                     | ديسمبر                     | المعدل السنوي              |
| --------------------------------- | -------------------------- | -------------------------- | -------------------------- | -------------------------- | -------------------------- | -------------------------- | -------------------------- | -------------------------- | -------------------------- | -------------------------- | -------------------------- | -------------------------- | -------------------------- |
| متوسط درجة الحرارة الكبرى °م (°ف) | 8.0 (46.4)                 | 7.8 (46.0)                 | 9.5 (49.1)                 | 11.9 (53.4)                | 15.0 (59.0)                | 17.7 (63.9)                | 19.6 (67.3)                | 19.7 (67.5)                | 17.8 (64.0)                | 14.4 (57.9)                | 11.1 (52.0)                | 8.7 (47.7)                 | 13.5 (56.3)                |
| متوسط درجة الحرارة الصغرى °م (°ف) | 4.0 (39.2)                 | 3.6 (38.5)                 | 4.8 (40.6)                 | 6.3 (43.3)                 | 9.2 (48.6)                 | 11.8 (53.2)                | 13.9 (57.0)                | 14.0 (57.2)                | 12.4 (54.3)                | 9.9 (49.8)                 | 6.9 (44.4)                 | 4.7 (40.5)                 | 8.5 (47.3)                 |
| الهطول مم (إنش)                   | 95.5 (3.76)                | 67.0 (2.64)                | 72.9 (2.87)                | 58.5 (2.30)                | 62.8 (2.47)                | 63.8 (2.51)                | 71.9 (2.83)                | 83.9 (3.30)                | 77.4 (3.05)                | 123.1 (4.85)               | 112.1 (4.41)               | 110.3 (4.34)               | 999.2 (39.34)              |
| المصدر:                           |                            |                            |                            |                            |                            |                            |                            |                            |                            |                            |                            |                            |                            |

## توأمة
لسوانزي اتفاقيات توأمة مع كل من:
- مانهايم (1957 - )
- فرارة
- كورك
- نانتونغ
- بو
- ووهان

## أعلام
- مارتن أميس
- ريتشارد هيكوكس
- ديلان توماس
- كاثرين زيتا جونز
- ايفور التشورتش
- آرثر ويتن براون
- كليف غرانجر
- جون تشارلز
- تريفور فورد
- دانييل جونز